# Бородачёва, Елизавета Васильевна
Елизаве́та Васи́льевна Бородачёва (урождённая Ки́кина; 17 (29) октября 1870, Верякуши – 1940, Москва) — русская художница, создательница художественного промысла в Выксе Нижегородской области.

## Биография
Родилась 17 (29) октября 1870 года в селе Верякуши Ардатовского уезда Нижегородской губернии (по другим данным — в Нижнем Новгороде) в дворянской семье. Окончила Нижегородский дворянский институт (по другим данным — получила домашнее художественное образование). Вышла замуж за сына купца А. Я. Бородачёва, после чего переехала в село (ныне город) Выксу Ардатовского уезда.
В конце XIX века создала в Выксе художественную мастерскую, которая занималась производством недорогих деревянных игрушек, расписанных яркими красками. В мастерской работали 20—25 человек, изготавливавших пользовавшиеся спросом среди простого народа изделия: жар-птицы, каталки с медведем и крылышками, коробочки, царевны-лягушки, матрёшки, а также многофигурные изделия из плоской дощечки с изображениями народных забав. Постепенно изделия становились более сложными и высокохудожественными. Елизавета Васильевна консультировалась с мастерами из Палеха, расписывавшими монастырские интерьеры и изготавливавшими предметы религиозной утвари — по итогам этих встреч в ассортименте мастерской стали появляться богато оформленные панно и шкатулки. Расширялась также и используемая художественная техника  — помимо росписи различными красками (масляными, акварельными и темперными) использовались резьба, инкрустация, выжигание. Под заказ для состоятельных клиентов изготавливались шкатулки, инкрустированные слоновой костью, драгоценными металлами и камнями. Изделия выксенской мастерской получали призы всероссийских выставок, а в 1911 году панно мастерской Бородачёвой было удостоено гран-при Туринской международной выставки. После Октябрьской революции 1917 года мастерская сохранилась и действовала до 1935 года; по одной из версий её закрытие было связано со смертью основательницы, по другой — Елизавета Васильевна с 1936 года жила в Москве, где скончалась в 1940 году.

## Память
Именем Елизаветы Васильевны названа улица в Выксе; на доме, где она жила (Выкса, Красная площадь, 6), установлена мемориальная доска.